# Стокбриџ (Џорџија)
Стокбриџ (Џорџија) (енгл. Stockbridge) град је у америчкој савезној држави Џорџија. По попису становништва из 2010. у њему је живело 25.636 становника.

## Демографија
Према попису становништва из 2010. у граду је живело 25.636 становника, што је 15.783 (160,2%) становника више него 2000. године.
| Група             | 2000.         | 2010.          |
| Белци             | 6.805 (69,1%) | 6.400 (25,0%)  |
| Афроамериканци    | 2.021 (20,5%) | 14.281 (55,7%) |
| Азијати           | 448 (4,5%)    | 1.951 (7,6%)   |
| Хиспаноамериканци | 415 (4,2%)    | 2.448 (9,5%)   |
| Укупно            | 9.853         | 25.636         |